# Košúty
Košúty (maďarsky Kosút) jsou obec v okrese Galanta na Slovensku. Žije v nich přibližně 1 800 obyvatel. Obec leží ve slovenské Podunajské nížině na nivě Dudváhu.

## Historie
Místo bylo poprvé písemně zmíněno v roce 1138 jako Willa Qusout. V roce 1828 zde bylo 71 domů a 513 obyvatel. Do roku 1918 bylo území obce součástí Uherska. Na bojištích první světové války padlo 49 místních občanů. V roce 1931 zde došlo k potyčce mezi demonstranty a četníky s následkem úmrtí tří a zranění pěti demonstrantů. V důsledku první vídeňské arbitráže byly Košúty v letech 1938 až 1945 (pod názvem Nemeskosút) součástí Maďarska. Při sčítání lidu v roce 2011 žilo v Košútech 1556 obyvatel, z toho 739 Maďarů, 712 Slováků, osm Čechů a po jednom Bulharovi, Němci a Romovi; osm obyvatel bylo z jiných etnických skupin; 86 obyvatel nepodalo žádné informace.

## Přírodní poměry
Ve vesnici se nachází chráněné areály Košútsky park a Park pri ihrisku.

## Pamětihodnosti
- Římskokatolický Kostel sv. Floriána, jednolodní neorománská stavba z let 1849–1851 s pravoúhlým ukončením presbytáře a věží tvořící součást její hmoty. Donátorem kostela byl biskup Michal Fekete.[5]
- Pohřební kaple rodiny Újvendéghy[6]
- Kurie rodiny Kiss, jednopodlažní původně klasicistní stavba z počátku 19. století[7]
- Kurie rodiny Fekete, jednopodlažní klasicistní stavba z druhé poloviny 19. století.[7] Fasády kurie jsou členěny lizénovými rámy, střecha je valbová. Stavbu dal vybudovat Jan Fekete.
- Zámeček Ábrahámfyovců z roku 1898. Dnes slouží jako domov důchodců, kvůli kterému bylo ve druhé polovině 20. století přistavěno nové jižní křídlo.[7][8]

## Školy
V obce je mateřská škola a základní škola (1. až 4. ročník) s vyučovacím jazykem slovenským i s vyučovacím jazykem maďarským.